# Borgarin
Borgarin è una montagna alta 537 metri sul mare situata sull'isola di Kalsoy, nell'arcipelago delle Isole Fær Øer, in Danimarca.